# Como mejor están las rubias es con patatas
Como mejor están las rubias es con patatas es una obra de teatro española con un prólogo y dos actos, escrita por Enrique Jardiel Poncela y estrenada en 1947.

## Argumento
Tras 15 años desaparecido, el Doctor Ulises Marabú regresa a la civilización, al ser hallado en plena selva africana. La situación trastoca la vida de su esposa, Albertina, que lo había dado por muerto y había contraído matrimonio en segundas nupcias con Bernardo. Con la reaparición de Ulises, esa boda resulta nula. Además, el doctor parece haber enloquecido debido a la convivencia con los nativos, que le han contagiado su afición por el canibalismo, por lo que necesariamente acaba siendo enjaulado para evitar males mayores. Finalmente se descubre que todo era una farsa, Ulises falleció en la selva hace años y un impostor había adoptado su personalidad con fines ocultos.

## Estreno
- Teatro Cómico de Madrid. 6 de diciembre de 1947.
- Intérpretes: 
  - María Luisa Gámez
  - Ángel G. Alguacil
  - Tomás M. Cao
  - Gregorio Díaz Valero
  - Julita Castellanos
  - Germán Algora
  - Carmen Labajos
  - Lolita Castro
  - Mercedes Siller
  - Aurelia Guillén
  - Mariano Alcón
  - Mª Paz Campos
  - Maruja Recio
  - José María Escuer